# 聖文森特鎮區 (阿肯色州康韋縣)
聖文森特鎮區（英語：St. Vincent Township）是位於美國阿肯色州康韋縣的一個行政鎮區。

## 地方資料
聖文森特鎮區的面積為47.07平方千米，當中陸地面積為46.65平方千米，而水域面積為0.42平方千米。根據2010年美國人口普查的數據，當地共有人口640人，而人口密度為每平方千米13.6人。